# 十年台灣
《十年台灣》係「十年國際計劃」的作品之一，由台灣五個導演：勒嘎・舒米、鄒隆娜、呂柏勳、謝沛如、廖克發執導，製作出五部不同風格的短片，重點放在環境和文化方面，講述他們眼中台灣的未來。

## 短片

### 惡靈罐頭
- 導演：勒嘎・舒米
- 2027年一位蘭嶼島上的達悟族獨居老人，平日靠種植芋頭維生，過著看上去安詳平靜的生活，但是他心裏有個埋藏多年的恐懼，而隨著一場颱風的侵襲，這個世人已經遺忘的恐懼將會再出現。

### 942
- 導演：鄒隆娜
- 2017年9月30號、2027年9月30號，各有兩個編號都係942同899的外籍女看護，在不同時空都遇到類似情況，互相影響對方的命運。

### 路半
- 導演：呂柏勳
- 描繪在鄉村生活的東洋在城市和家鄉之間掙扎，盼望能夠找到自己的路。

### 蝦餃
- 導演：謝沛如
- 寶寶鮮味蝦餃拍攝一個團年飯廣告，廣告構思是創造完美的家庭形象，但原本廣告中最重要的嬰兒角色突然“放飛機”，令到董事長不滿，為了廣告能夠繼續拍攝下去，製片人阿強急需找到一個嬰兒代替，但城市人不再願意生育下一代，甚至連醫院婦產科都被迫關閉，要找一個嬰兒談何容易。

### 睏眠
- 導演：廖克發
- 在未來的世界，人可以購買「睡眠服務」，可以選擇自己的夢境進入睡眠，以尋求現實之外平靜的想象。

## 外部鏈接
- 十年台灣) TEN YEARS TAIWAN) （页面存档备份，存于），Yahoo Movie，2020年。
- 香港影庫上《十年台灣》的資料（繁體中文）
- 互联网电影数据库（IMDb）上《十年台灣》的资料（英文）
- YouTube上的十年台灣